# Diapheromera calcarata
Diapheromera calcarata är en insektsart som först beskrevs av Hermann Burmeister 1838.  Diapheromera calcarata ingår i släktet Diapheromera och familjen Diapheromeridae. Inga underarter finns listade i Catalogue of Life.